# La Justicia (Tarot)

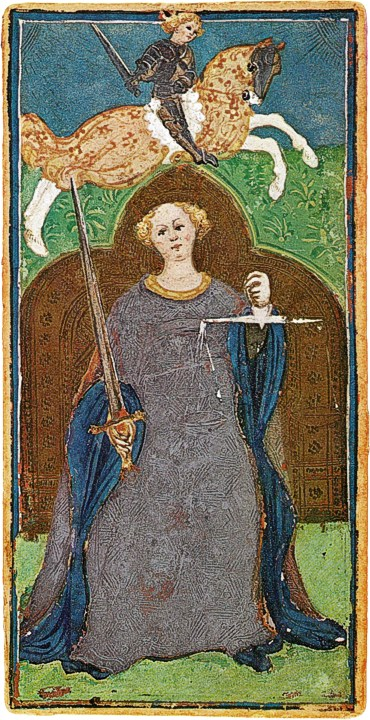
Carta de justicia en el Tarot.

La Justicia es una carta del Tarot y corresponde al arcano número 9.  
. 

## Elementos descriptivos
- Aparece una mujer sosteniendo en cada mano, una balanza y una espada de doble filo, la cual dirige al cielo (ver Justicia), con una corona en la cabeza.
- Al igual que otros arcanos mayores, en algunos tarots se observa detrás de la mujer, dos columnas al fondo con un manto, también llega a aparecer sentada en una silla con la forma sugerida de dos columnas y un manto, en varios tarots se observa que ella está sentada en una especie de podio pero en el tarot de Marsella, está en el campo.

## Significado
Su significado difiere dependiendo de su posición: de forma normal, significa el sostén de la fuerza moral e integridad: equidad, sensatez, moderación, virtud virginidad, satisfacción por los éxitos alcanzados. De forma inversa significa el  perjuicio, intolerancia, falsos testimonios, abuso, fanatismo, severidad en el juicio, injusticia 
| Precedido por: VII. El Carro | Arcanos mayores del Tarot | Sucedido por: IX. El Ermitaño |

- Datos: Q2502661
- Multimedia: Justice (Major Arcana) / Q2502661